# Сядристий Микола Сергійович
Мико́ла Сергі́йович Сядри́стий (* 1 вересня 1937) — український майстер мікромініатюри. Майстер спорту СРСР, абсолютний чемпіон України з підводного спорту. Заслужений майстер народної творчості України, Народний художник України (2004).
Член Національної спілки журналістів України.

## Біографія
Микола Сергійович народився 1 вересня 1937 року у селі Колісниківка Куп'янського району Харківської області в селянській родині.
Навчався в Харківському художньому училищі.
У 1960 році закінчив Харківський сільськогосподарський інститут імені В. В. Докучаєва.
З 1960 по 1967 рік працював агрономом у Закарпатській обласній контрольно-насіннєвій лабораторії, а з 1967 по 1974 рік — інженером в Інституті синтетичних надтвердих матеріалів Держплану УРСР.
У 1978 році став абсолютним чемпіоном України з підводного спорту.
Про свої вміння плавця говорить таке:
|  | У юності я вивчав йогу, затримую дихання у воді упродовж понад 6 хвилин. Це смертельна доза: після цього у пересічної людини відмирає частина мозку. |

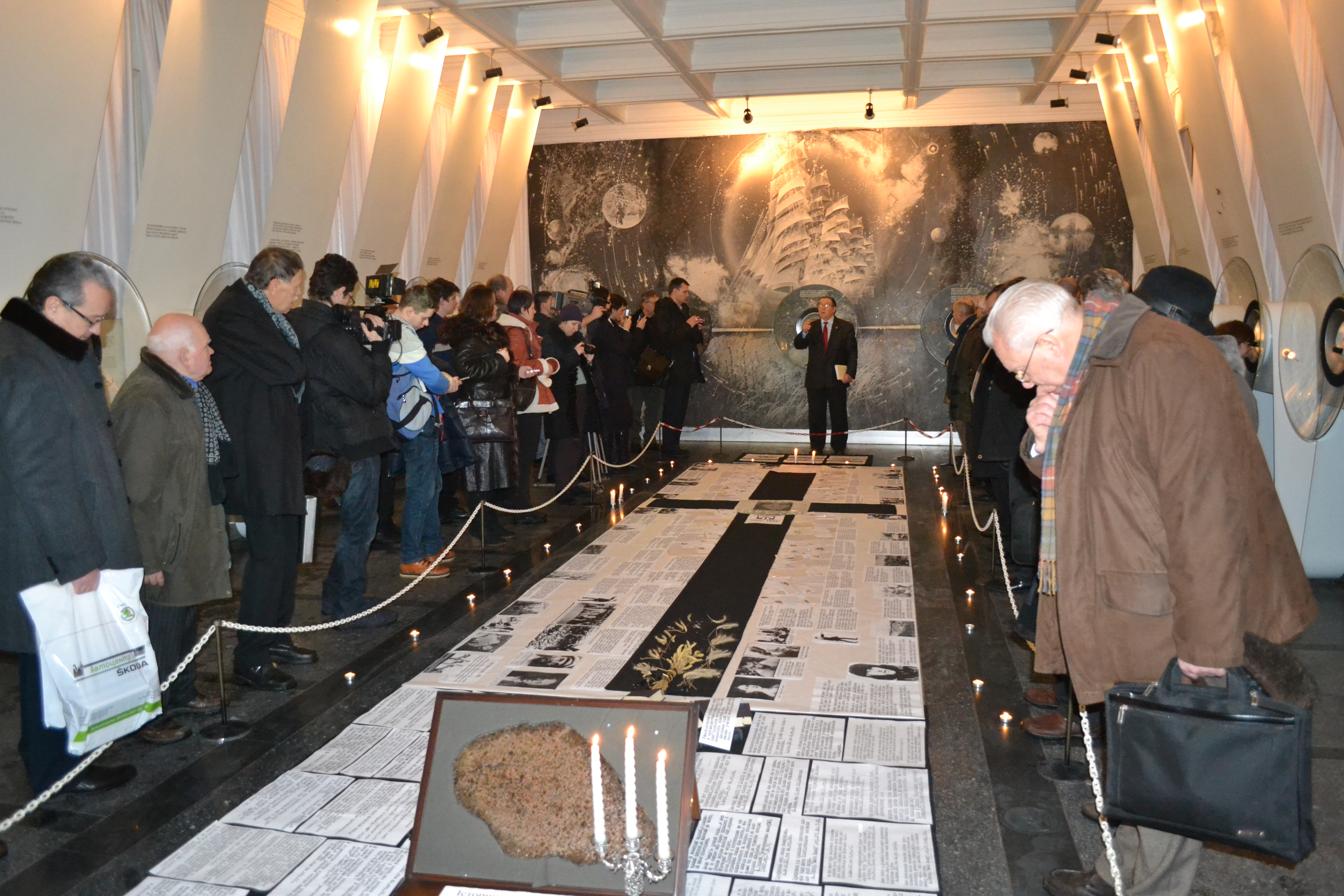
Відкриття виставки Миколи Сядристого «Історико-політичні витоки комуно-фашистського терору»
Київ, 2013

Також досліджує історію тоталітарних режимів: фашизму, комунізму, нацизму. Документально підтверджена виставка про комуністичний терор у двадцятому столітті, яка підготовлена Сядристим на базі зібраних документів, демонструвалася в 20 обласних центрах України, а також в Угорщині та Греції.
Є автором усіх архівних текстів на Меморіалі пам'яті жертв голодоморів в Україні.
Нагороджений медаллю «За трудовое отличие» (1960), орденами «За заслуги» 3-го ступеня (2007) та 2-го ступеня (2011).

## Мікромініатюри

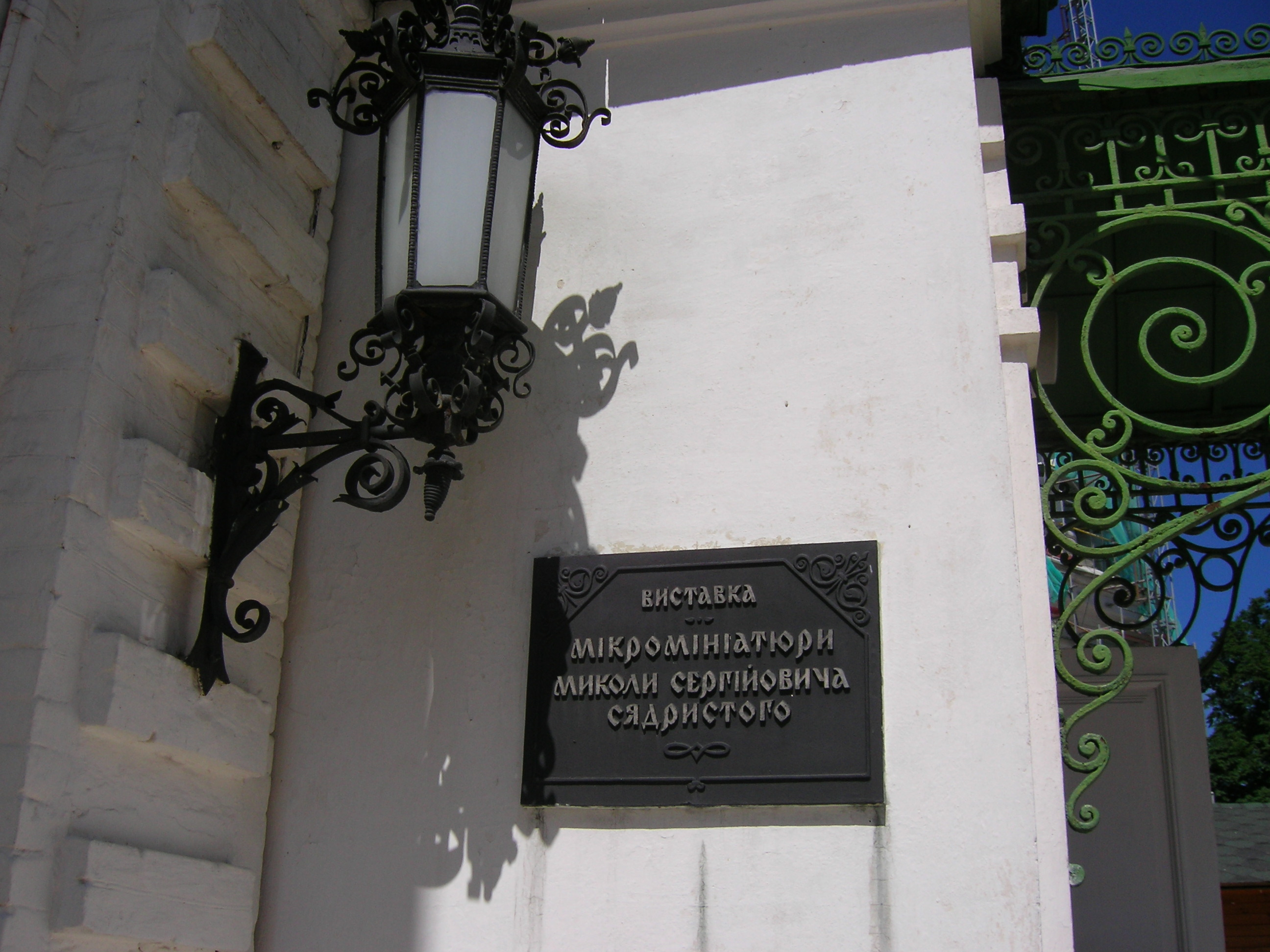
Табличка на вході до виставки мікромініатюри Миколи Сядристого на території Києво-Печерської лаври
Київ, 2012

З 1960-х років займається створенням мікромініатюр.
Виготовлені вручну, за допомогою мікроскопа, твори Сядристого демонструвалися на численних виставках у багатьох країнах.
Про нюанси роботи розповів журналістам таке:
|  | ... треба нікуди не виходити з кімнати, а чистота в ній має бути неймовірною: без жодної пилинки. Я сиджу над мікроскопом мокрий, лише в трусах, з іншим мисленням: у моїх рухах не повинно бути сумніву, бо він пробігає по нервовій системі, і рука здригнеться. |

Створив мистецькі та технічні мікромініатюри:
- на вишневих і тернових кісточках — портретні барельєфи Тараса Шевченка, Соломії Крушельницької, Данте Аліг'єрі та інших;
- на зрізах зернят дикої груші і яблуні — акварельні портрети Івана Франка, Василя Симоненка, Мікеланджело, Ернеста Гемінґвея;
- на половині виноградного зернятка, на вставленому склі — карту Закарпаття;
- найменша у світі книга — «Кобзар» Тараса Шевченка розміром 0,6 мм (має 12 сторінок зі склокераміки, зшиті павутинкою, обкладинка — з пелюстки безсмертника);
- найменші в світі шахи (шахівниця з фігурками розміщена на голівці шпильки; показана позиція гри однієї з партій Альохіна і Капабланки), в тому числі — найменшу у світі шахову фігуру: золотий пішак у 3 мільйони разів менший за макову зернину;
- найменший у світі збірний виріб — маленький працюючий золотий замок (в 50 тисяч разів менший за шпилькову голівку і має ключик); у кубічному міліметрі можна вмістити 50 тисяч таких замків;
- підкував блоху.

## Виставки творів

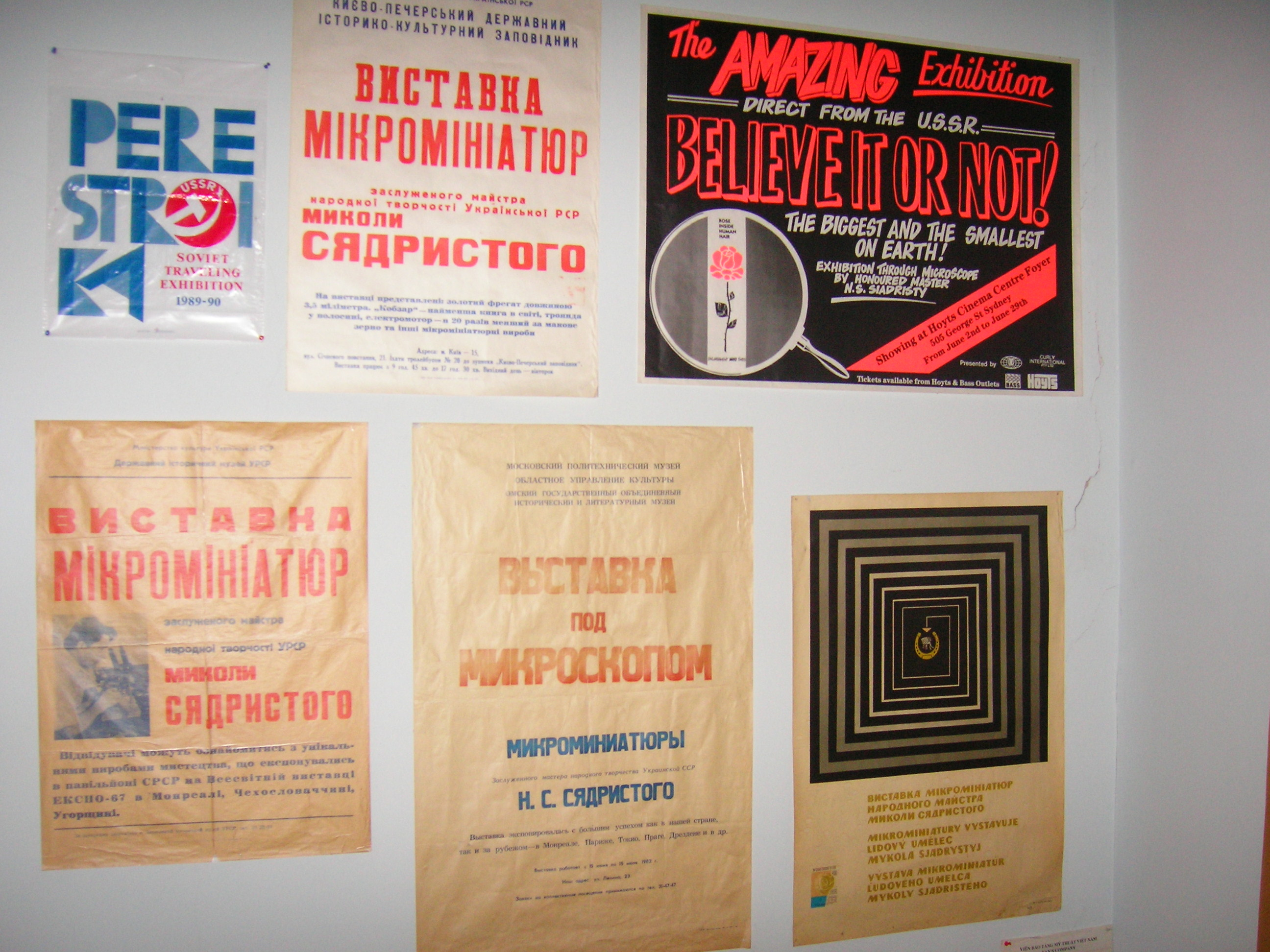
Афіші виставок Миколи Сядристого

Найбільш повно його твори представлені в Музеї мікромініатюр Миколи Сядристого на території Національного Києво-Печерського історико-культурного заповідника, Політехнічному музеї (Москва, Росія), Музеї мікромініатюр у князівстві Андорра, а також у місті Сентендре (Угорщина).
Персональні виставки:
- 1959 Харківський музей образотворчого мистецтва, УРСР.
- 1965 Ужгород, УРСР.
- 1968 Виставковий павільйон «Алмаз», Київ.
- 1969 Львівський музей образотворчого мистецтва, УРСР.
- 1971 Технічний музей, Прага, Чехословаччина.
- 1971 Технічний музей, Братислава, Чехословаччина.
- 1972 Палац культури, Будапешт, Угорщина.
- 1972 Палац відкриттів, Париж, Франція.
- 1974 Технічний музей, Прага, Чехословаччина.
- 1974 Хмельницький історико-етнографічний музей, УРСР.
- 1976 Палац культури, Софія, Болгарія.
- 1976 Технічний музей, Дрезден, НДР.
- 1976 Музей образотворчого мистецтва, Мінськ, БРСР.
- 1976 Братислава, Чехословаччина.
- 1976 Южно-Сахалінський історико-етнографічний музей, СРСР.
- 1977 Технічний музей, Варшава, Ольштин, Польща.
- 1977 Культурний центр, Біллінгем, Англія.
- 1978 Культурний центр, Дрезден, НДР.
- 1979 Виставкові зали фірми «Сейбу»: Судзіока, Фунабасі, Кіото; Японія.
- 1980 Музей Сари Хільден, Тампере, Фінляндія.
- 1980 Палац культури, Краків, Польща.
- 1981 Палац культури, Лейпциг, НДР.
- 1982 Музей образотворчого мистецтва, Омськ, СРСР.
- 1982 Штаб-квартира ЮНЕСКО, Париж, Франція.
- 1986 Культурний центр, Сідней, Австралія.
- 1990 Політехнічний музей, Стокгольм, Мальме, Софіеро, Швеція.
- 1990 Культурний центр, Турку, Фінляндія.
- 1990 Культурний центр, Рованіємі, Фінляндія.
- 1991 Музей образотворчого мистецтва, Буенос-Айрес, Аргентина.
- 1991 Культурний центр, Музей образотворчих мистецтв у Вінья-дель-Мар, Сантьяго, Чилі.
- 1992 Культурний центр, Кордова, Аргентина,
- 1992 Мар дель Плата, Санта-Фе, Аргентина.
- 1995 Виставковий центр, Відень, Австрія.
- 1996 Музей мініатюр, Монтелімар, Франція.
- 1996 «Корт Інглес», Мадрид, Іспанія.
- 1996 Виставковий зал, Ордіно, Князівство Андорра.
- 1996 Відкриття Музею мініатюр Миколи Сядристого в Князівстві Андорра.
- 1997 Готель «Рамадан», Абу Дабі, Об'єднані Арабські Емірати.
- 1998 Ювелірний салон «Мартенос», Афіни, Греція.
- 1998 Міжнародна галерея мистецтв, Валево, Сербія.
- 1998 Палац Армії, Скоп'є, Македонія.
- 1999 Технічний музей, Варшава.
- 1999 Сентендре, Угорщина.
- 2001 Бібліотека Корнхауз. Берн. Швейцарія.
- 2002 Інтернаціональний музей годинників, Ля-Шо-де-Фон. Швейцарія.
- 2003 Інститут народних мистецтв «Міст» в Гіфгорні. Німеччина.
- 2003 Інтернаціональний музей в Гіфгорні. Німеччина.
- 2004 Гала-Галерея. Магдебург. Німеччина.
- 2004 Міська галерея. Стокмаркнес. Норвегія.
- 2004 Рігге, Ротарі Клуб. Норвегія.
- 2004 Мерія міста Торонто. Канада
- 2004 Канадська Національна виставка. Торонто. Канада.
- 2005 Торговельний центр. Дубай. ОАЕ
- 2005 Фрідрікстадт, Ротарі Клуб. Норвегія.
- 2005 Сентендре, Угорщина.
- 2006 Ізраїль, Ейлат, Red Sea Star.
- 2011 В'єтнам, Ханой, В'єтнамський виставковий центр культури та мистецтв.
- 2011 Сингапур, готель «Shangri-La».
- 2013 Торговий центр «Аква Флорія», Стамбул, Туреччина.
- 2014 Культурний центр імені Бориса Манчо, Стамбул, Туреччина.
- 2014 Торговий центр, Трабзон, Туреччина.
- 2014 Торговий центр, Кайсері, Туреччина.
- 2015 Культурний центр Бейликдюзю, Стамбул, Туреччина.
- 2015 Акваріум, Анталія, Туреччина.

Участь у виставках:
- 1967 Всесвітня виставка ЕКСПО-67 у Монреалі, Канада.
- 1977 Національна виставка СРСР в Осака, Нагасакі, Японія.
- 1977 Міжнародна виставка книги в Москві, СРСР.
- 1981 Національна виставка СРСР в Мехіко, Мексика.
- 1982 Виставка «Видатні пам'ятники науки і техніки», Москва, СРСР.
- 1983 Виставка «Від мікро до макро», Делі, Калькутта, Індія.
- 1983 Національна виставка СРСР в Копенгагені, Данія.
- 1986 Всесвітня виставка ЖСПО-86 у Ванкувері, Канада.
- 1986 Національна виставка СРСР в США, Новий Орлеан, Атланта.
- 1987 Національна виставка СРСР в США, Даллас, Орландо.
- 1988 Всесвітня виставка ЕКСПО-88 у Брісбені, Австралія.
- 1989 Національна виставка СРСР в США, Даллас, Сан Дієго.
- 2000 Всесвітня виставка ЕКСПО-2000, Ганновер, Німеччина.

## Вшанування творчості
- Про творчість Миколи Сядристого знято документальний фільм «Між ударами серця» (1970, Київська кіностудія науково-популярних фільмів).
- У 2007 вийшов друком каталог з фотографіями і описом творів Миколи Сядристого (56 сторінок), який також містить біографічну довідку, перелік виставок та вірші. Каталог виданий трьома мовами (українською, англійською і німецькою). 11 травня 2012 року автор надав право використовувати цей каталог на умовах вільної ліцензії, яка діє у Вікіпедії[7].
- У 2017 році у місті Куп'янськ (Харківська область) встановили скульптурну композицію, присвячену творчості Миколи Сядристого (скульптор — Л. Бетліємська, архітектор — Е. Семененко.[8]
- Творчість майстра затвердила у світі появу нового слова — «мікромініатюра», яке він сам вигадав[9].